# Anne Crone
Anne Crone (16 septembre 1915 - 25 octobre 1972) est une romancière et enseignante irlandaise,.

## Biographie
Anne Crone est née à Dublin le 16 septembre 1915. Elle est la fille d'un fonctionnaire de Belfast, William Crone, et de Mary Jane "Mollie" Crone (née Plunkett) du comté de Fermanagh. William Crone est secrétaire adjoint au ministère irlandais du Commerce. Elle passe une partie de sa petite enfance à Londres, puis fréquente le Methodist College de Belfast et le Somerville College d'Oxford. Elle est diplômée d'un Bachelor of Arts de première classe en français et allemand en 1936 et d'un Bachelor of Letters en 1940. Elle enseigne pendant un certain nombre d'années au Victoria College de Belfast, puis à la Princess Gardens School en 1948 pour devenir chef du département des langues modernes. 
Le premier roman de Crone, Bridie Steen est publié pour la première fois à New York en 1948 et est axé sur les thèmes des préjugés sectaires dans l'Ulster rural. Dans ce livre, le personnage principal est une orpheline d'un couple mixte. L'autrice analyse les thèmes de divisions de classe et sectaires en Irlande dans ses livres suivants : This pleasant lea (1951) et My heart and I (1955). Parmi les fans de son travail se trouve Lord Dunsany. Il a écrit la préface de l'édition anglaise de 1949 de Bridie Steen,. 
Elle souffre gravement d'asthme tout au long de sa vie. Elle meurt le 25 octobre 1972 à son domicile de King's Road, à Belfast. Elle est enterrée au cimetière de Dundonald, dans le comté de Down. 